# Eurytoma gallephedrae
Eurytoma gallephedrae is een vliesvleugelig insect uit de familie Eurytomidae. De wetenschappelijke naam is voor het eerst geldig gepubliceerd in 1998 door Askew.